# Meridian (Texas)
Meridian település az Amerikai Egyesült Államok Texas államában, Bosque megyében, melynek megyeszékhelye is. Lakosainak száma 1396 fő (2020. április 1.).

## Népesség
A település népességének változása:

| 2010 | 1 493 |
| 2020 | 1 396 |